# ГКС (футбольний клуб, Катовиці)
«ГКС Катовиці» (пол. GKS Katowice) — професіональний польський футбольний клуб з міста Катовиць.

## Історія
Колишні назви:
- 27.02.1964: ГКС Катовиці (пол. GKS [Górniczy Klub Sportowy] "Katowice")
- 27.03.2003: Доспель Катовиці ССА (пол. Dospel Katowice SSA [Sportowa Spółka Akcyjna])
- 11.06.2004: ГКС Катовиці ССА (пол. GKS Katowice SSA)
- 2005: ССК ГКС Катовиці (пол. SSK [Stowarzyszenie Sympatyków Klubu] GKS Katowice)

27 лютого 1964 року з ініціативи міських влад був організований клуб, який отримав назву «ГКС „Катовиці“». Клуб створений шляхом об'єднання клубів Рапід/Ожел, Гурник Катовиці, Кошутка Катовиці, Катовицький Клуб Коньковий, Катовицький Клуб Спортивний Гурник, Гірничий Клуб Веслярський «Шквал», а також інших організацій.
У 1965 році команда дебютувала в І лізі. 9 серпня 1968 року до клубу приєдналася команда «Домб» з Катовиць. З 1971 до 1977 року клуб виступав у II лізі. У 1986 році клуб здобув перший свій Кубок і дебютував в європейських турнірах. У наступному році ГКС здобув титул віцечемпіона. У 2004-2005 рр. клуб називався «Доспель Катовиці». У 2005 році команда вилетіла з тодішньої І ліги та за спортивним принципом сезон 2005/2006 мала провести в II лізі, але не отримала атестат на змагання та опустилася в IV (нинішню III лігу).
У 2007 році ГКС повернувся до ІІ ліги, яка у 2008 році стала сучасною І лігою. З того моменту «гекса» не була явним фаворитом на підвищення у класі, отримавши статус середняка. У 2019 році ГКС вилетів до II ліги, але повернувся до I ліги в наступному ж сезоні.
Переломним став сезон 2023/2024, коли ГКС показав впевнену форму та в останньому турі завдяки перемозі над «Аркою» 1:0 вирвав срібні медалі І ліги, та, як наслідок путівку до Екстракляси.

## Титули та досягнення
- Чемпіонат Польщі:
  - срібний призер (4): 1988, 1989, 1992, 1994
  - бронзовий призер (4): 1987, 1990, 1995, 2003
- Кубок Польщі:
  - володар (3): 1986, 1991, 1993
  - фіналіст (5): 1985, 1987, 1990, 1995, 1997
- Суперкубок Польщі:
  - володар (2): 1991, 1995

Участь у євротурнірах:
- Кубок Кубків УЄФА:
  - 1/8 фіналу: 1986/1987, 1991/1992
  - 1 раунд: 1993/1994
  - 1 кваліфікаційний раунд: 1995/1996
- Кубок УЄФА/Ліга УЄФА:
  - 1/8 фіналу: 1994/1995
  - 2 раунд: 1990/1991
  - 1 раунд: 1970/1971, 1987/1988, 1988/1989, 1989/1990, 1992/1993
  - 1 кваліфікаційний раунд: 2003/2004

## Виступи в єврокубках
| Сезон   | Змагання               | Раунд |                    | Клуб               | Результат |
| ------- | ---------------------- | ----- | ------------------ | ------------------ | --------- |
| 1970/71 | Кубок ярмарків         | 1Р    | Іспанія            | Барселона          | 0-1, 2-3  |
| 1986/87 | Кубок володарів кубків | 1Р    | Ісландія           | Фрам               | 3-0, 1-0  |
|         |                        | 2Р    | Швейцарія          | Сьйон              | 2-2, 0-3  |
| 1987/88 | Кубок УЄФА             | 1Р    | Румунія            | Спортул Студенцеск | 0-1, 1-2  |
| 1988/89 | Кубок УЄФА             | 1Р    | Шотландія          | Рейнджерс          | 0-1, 2-4  |
| 1989/90 | Кубок УЄФА             | 1Р    | Фінляндія          | РоПС               | 1-1, 0-1  |
| 1990/91 | Кубок УЄФА             | 1Р    | Фінляндія          | ТПС                | 3-0, 1-0  |
|         |                        | 2Р    | Німеччина          | Баєр 04            | 1-2, 0-4  |
| 1991/92 | Кубок володарів кубків | 1Р    | Шотландія          | Мотервелл          | 2-0, 1-3  |
|         |                        | 2Р    | Бельгія            | Брюгге             | 0-1, 0-3  |
| 1992/93 | Кубок УЄФА             | 1Р    | Туреччина          | Галатасарай        | 0-0, 1-2  |
| 1993/94 | Кубок володарів кубків | 1Р    | Португалія         | Бенфіка            | 0-1, 1-1  |
| 1994/95 | Кубок УЄФА             | КР    | Уельс              | Інтер Кардіфф      | 2-0, 6-0  |
|         |                        | 1Р    | Греція             | Аріс Салоніки      | 1-0, 0-1  |
|         |                        | 2Р    | Франція            | Бордо              | 1-0, 1-1  |
|         |                        | 3Р    | Німеччина          | Баєр 04            | 1-4, 0-4  |
| 1995/96 | Кубок володарів кубків | КР    | Вірменія           | Арарат Єреван      | 2-0, 0-2  |
| 2003/04 | Кубок УЄФА             | КР    | Північна Македонія | Цементарниця 55    | 0-0, 1-1  |